# Oil and Natural Gas Corporation
Oil and Natural Gas Corporation Limited (ONGC) è una società indiana petrolifera del settore pubblico.
È fra le 500 compagnie di Fortune Global e contribuisce al 77% della produzione indiana di petrolio e all'81% della produzione di gas naturale.
È l'impresa indiana col più alto profitto.
ONGC è attiva sia nella produzione che nell'esplorazione del greggio.
Ha 26 basi sedimentarie in India.
Possiede più di 11.000 chilometri di condotti in India.
Attualmente è la più grande compagnia in India in termini di capitalizzazione di mercato.

## Controversia

### I legami commerciali di ONGC con la Russia
Oil and Natural Gas Corporation (ONGC) è stata criticata per aver mantenuto le sue operazioni in Russia nonostante le sanzioni internazionali imposte dopo l'invasione russa dell'Ucraina nel 2022. L'azienda continua a vendere petrolio greggio Sokol russo alle raffinerie indiane, suscitando preoccupazioni sul suo ruolo nel supporto al settore energetico russo. ONGC è stata inserita in piattaforme come *Leave Russia*, che monitora le aziende ancora attive nel mercato russo, sollevando interrogativi sul suo allineamento con le sanzioni economiche globali e le considerazioni etiche.

## Sussidiarie
1. MRPL conosciuta come Mangalore Refinery & Petrochemicals Limited (71.6%)
2. ONGC Videsh Limited (filiale oltremare di ONGC)
3. Indian Oil Corporation